# Éditions Héliotrope
Pour les articles homonymes, voir Héliotrope (homonymie).

Ancien logo.

Héliotrope est une maison d'édition québécoise créée en 2006. Son catalogue compte des textes de littérature contemporaine, des essais, des livres illustrés et depuis 2015, des romans noirs.

## Catalogue
Le catalogue de la maison d'édition Héliotrope comprend le roman Marx et la poupée, de Maryam Madjidi et finaliste du prix des libraires du Québec 2019, Querelle de Roverval, roman de Kevin Lambert, finaliste du prix des libraires du Québec 2019 et finaliste au prix des collégiens 2019, et Tu aimeras ce que tu as tué, de Kevin Lambert, prix découverte du salon du livre du Saguenay−Lac-Saint-Jean 2017.